# Фойницький Іван Якович
Фойницький Іван Якович (29 серпня 1847, Гомель — 19 вересня 1913 Санкт-Петербург) — російський вчений-юрист, кримінолог, ординарний професор, товариш обер-прокурора Кримінального касаційного департаменту Урядового сенату, таємний радник.